# Asura sullia
Asura sullia là một loài bướm đêm thuộc phân họ Arctiinae, họ Erebidae.